# Rachel Corrie
Rachel Aliene Corrie (Olympia, 10 de abril de 1979 — Rafa, 16 de março de 2003) foi uma ativista e diarista americana. Ela era membro do Movimento de Solidariedade Internacional (MSI), pró-Palestina, e atuava em todos os territórios palestinos ocupados por Israel. Em 2003, Corrie estava em Rafa, uma cidade na Faixa de Gaza, onde os militares israelenses demoliam casas palestinas no auge da Segunda Intifada. Enquanto protestava contra as demolições enquanto eram realizadas, ela foi esmagada até a morte por uma escavadeira blindada israelense.
Corrie nasceu em Washington, Estados Unidos, em 1979. Depois de se formar na Capital High School, Corrie frequentou o Evergreen State College. Ela tirou um ano de folga dos estudos para trabalhar como voluntária no Corpo de Conservação do Estado de Washington, onde passou três anos fazendo visitas semanais a pacientes mentais. Enquanto estava no Evergreen State College, ela se tornou uma "ativista da paz comprometida", organizando eventos de paz por meio de um grupo local chamado "Olimpianos pela Paz e Solidariedade". Mais tarde, ela se juntou à organização Movimento de Solidariedade Internacional (ISM) para protestar contra as políticas do exército israelense na Cisjordânia e na Faixa de Gaza. Ela tinha ido para Gaza como parte da proposta de estudo independente do último ano de sua faculdade para conectar Olympia e Rafa entre si como cidades irmãs. Enquanto estava lá, ela se juntou a outros ativistas do ISM nos esforços para impedir a demolição de propriedades palestinas por Israel.
A natureza exata da morte de Corrie e a culpabilidade do operador da escavadeira são contestadas — colegas ativistas do ISM alegaram que Corrie foi atropelada deliberadamente, enquanto o exército israelense alegou que foi um acidente porque o operador da escavadeira não a viu. Após o incidente, os militares israelenses abriram uma investigação sobre o motorista e concluíram que a morte de Corrie foi resultado de um acidente devido ao fato de o motorista não ter conseguido ver Corrie parada na frente da escavadeira, dada a visibilidade limitada da cabine. A decisão de Israel atraiu críticas da Anistia Internacional, Human Rights Watch, B'Tselem e Yesh Din. A HRW afirmou que a decisão representava um padrão de impunidade para as forças israelenses.
Em 2005, os pais de Corrie entraram com uma ação civil, acusando o Estado israelense de não conduzir uma investigação completa e confiável sobre o caso e, portanto, de assumir a responsabilidade por sua morte. Eles argumentaram que ela havia sido morta intencionalmente ou que os soldados israelenses presentes agiram com negligência imprudente. Eles processaram por danos simbólicos de um dólar. No entanto, um tribunal israelita rejeitou o processo em agosto de 2012 e confirmou os resultados da investigação militar, decidindo que o governo israelita não era responsável pela morte de Corrie, atraindo novamente críticas da Anistia Internacional, da Human Rights Watch e de vários ativistas. Um recurso contra esta decisão foi ouvido em 21 de maio de 2014, mas foi finalmente rejeitado pela Suprema Corte de Israel em 14 de fevereiro de 2015.

## Biografia
Aluna do Evergreen State College, decidira interromper seus estudos para passar um ano na Faixa de Gaza. Nesse período, juntou-se a outros ativistas americanos e europeus que tentavam impedir as quase diárias demolições de casas de palestinos pelas forças  de ocupação israelenses. Durante a Intifada de Al-Aqsa, Rachel e seus companheiros tentavam impedir mais uma dessas demolições, na cidade de Rafah, perto da fronteira de Gaza com o Egito, quando Rachel acabou morrendo esmagada por uma escavadeira das Forças Armadas de Israel.

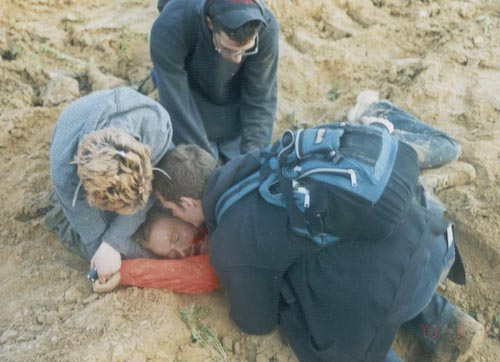
... esmagada pela escavadeira.

Dias antes de morrer, Rachel escrevera a um amigo: "Destroem as casas mesmo com gente dentro, não têm respeito por nada nem por ninguém."
O Tzahal alegou que a morte da jovem fora acidental, pois o condutor da máquina (uma Caterpillar D9) não poderia tê-la visto. Entretanto, outros ativistas contestam a versão oficial. "Nós gritamos e agitamos os braços para o condutor. Até tínhamos um megafone. Mas a escavadeira continuou em marcha até passar por cima dela", disse uma das testemunhas, o britânico Tom Dale. Nas semanas que se seguiram à morte de Rachel Corrie, as Forças de Defesa de Israel acusaram os integrantes do International Solidarity Movement de agir de maneira "ilegal, irresponsável e perigosa".

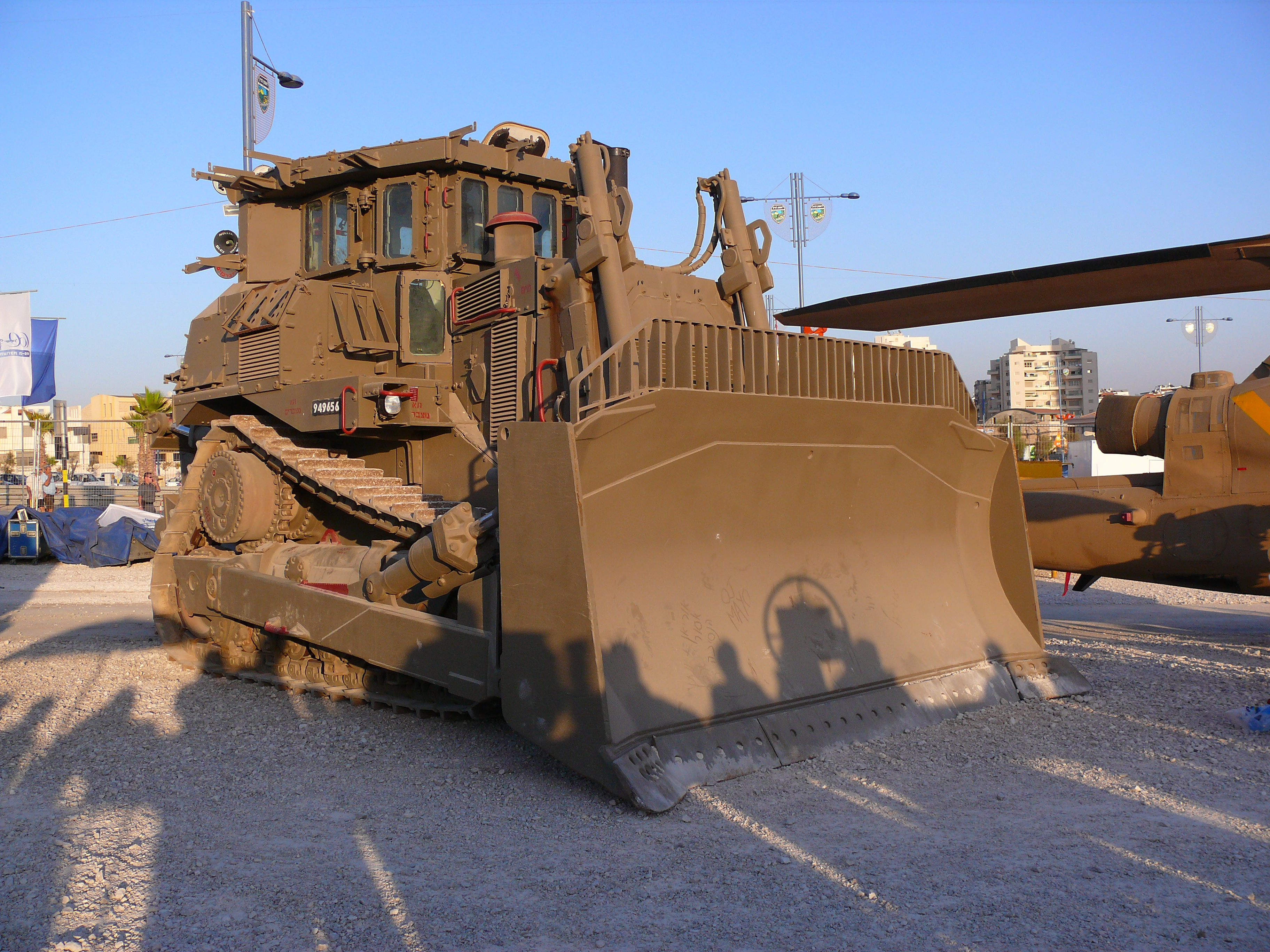
Caterpillar D9R blindada, utilizada pelo Tzahal, semelhante à que causou a morte de Rachel Corrie.

O exército de Israel informou que a demolição tinha como objetivo encontrar túneis clandestinos que serviriam ao transporte de armas provenientes do Egito.
A Anistia Internacional exigiu uma investigação independente sobre as circunstâncias da morte de Rachel Corrie, lembrando que "o exército israelense destruiu mais de 3.000 lares palestinos nos territórios ocupados, além de extensas áreas de plantações, propriedades públicas e privadas e infraestrutura de abastecimento de água e eletricidade em zonas urbanas e rurais. As motoniveladoras usadas para as demolições mataram civis palestinos, mas até agora nenhuma investigação cuidadosa foi feita". Somente no mês de agosto de 2012, o Estado de Israel promoveu a destruição de 12 comunidades palestinas, e 1.500 pessoas perderam suas casas.
Em 28 de agosto de 2012, em Haifa, um tribunal israelense isentou o exército do país de qualquer responsabilidade na morte de Rachel. Seus pais, que moram no Estado de Washington, nos Estados Unidos, pretendem recorrer da decisão, segundo informações do seu advogado, Hussein Abu Hussein. Segundo este último, o veredito "legitima agressões a pessoas inocentes e violações de direitos humanos básicos em Israel". Apesar de, no momento em que foi atropelada, a jovem ativista estar sobre um monte de entulhos de outras casas e de terra, a Corte israelense considerou que "o campo de visão de uma escavadeira é limitado e o motorista não a viu", de modo que a morte da jovem foi classificada como "acidente". Ademais, a Corte ponderou que o local é uma zona de conflito e, portanto, a morte da jovem teria sido o resultado de uma "ação em tempo de guerra".
Em memória de Rachel, um dos barcos da coligação de ONGs Free Gaza foi denominado MV Rachel Corrie. Esse barco deveria ter liderado a Flotilha da Liberdade, interceptada pelas forças israelenses, em 31 de maio de 2010, mas atrasou-se devido a problemas técnicos.

## Textos
- Let Me Stand Alone, coleção de escritos e memórias de Rachel Corrie publicada em janeiro de 2008 pela W. W. Norton & Company, ISBN 978-0-393-06571-8
- Corrie, Rachel. "Letter from Palestine". Voices of a People's History of the United States. Ed. Howard Zinn and Anthony Arnove. New York: Seven Stories Press. pp. 609–610. ISBN 978-1-58322-628-5